# Horní rybník (Rožďalovice)
Horní rybník u Rožďalovic, někdy nazývaný též Holský rybník o výměře vodní plochy 9,87 ha se nachází v lese na Ledečském potoce asi 1,2 km východně od centra města Rožďalovice v okrese Nymburk. Hráz Horního rybníka je přístupná po lesní cestě odbočující ze silnice III. třídy č. 32827 vedoucí z Rožďalovic do vesnice Břístev. 
Rybník je využíván pro chov ryb.

## Galerie

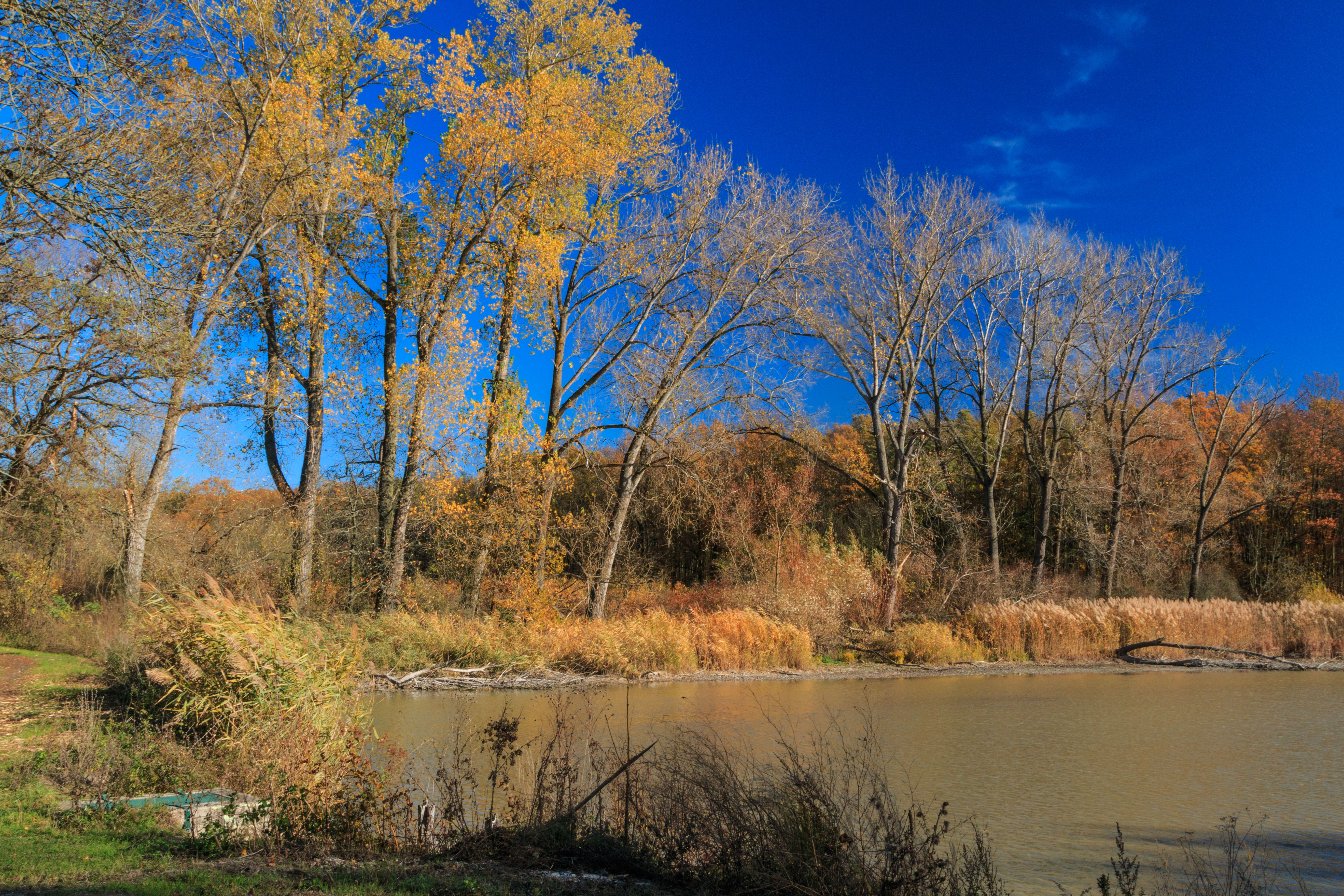
pohled na Horní rybník u Rožďalovic
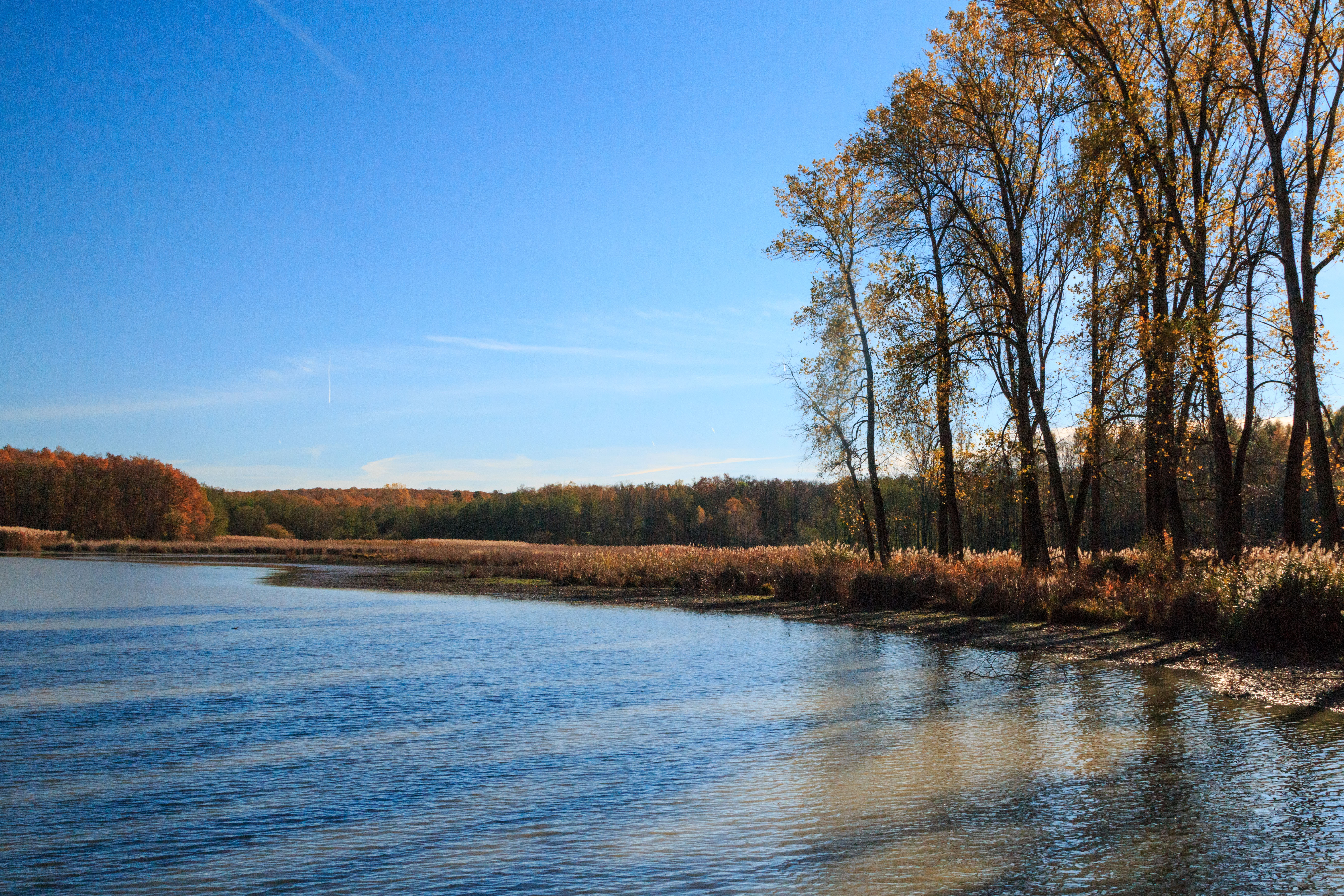
pohled na Horní rybník u Rožďalovic
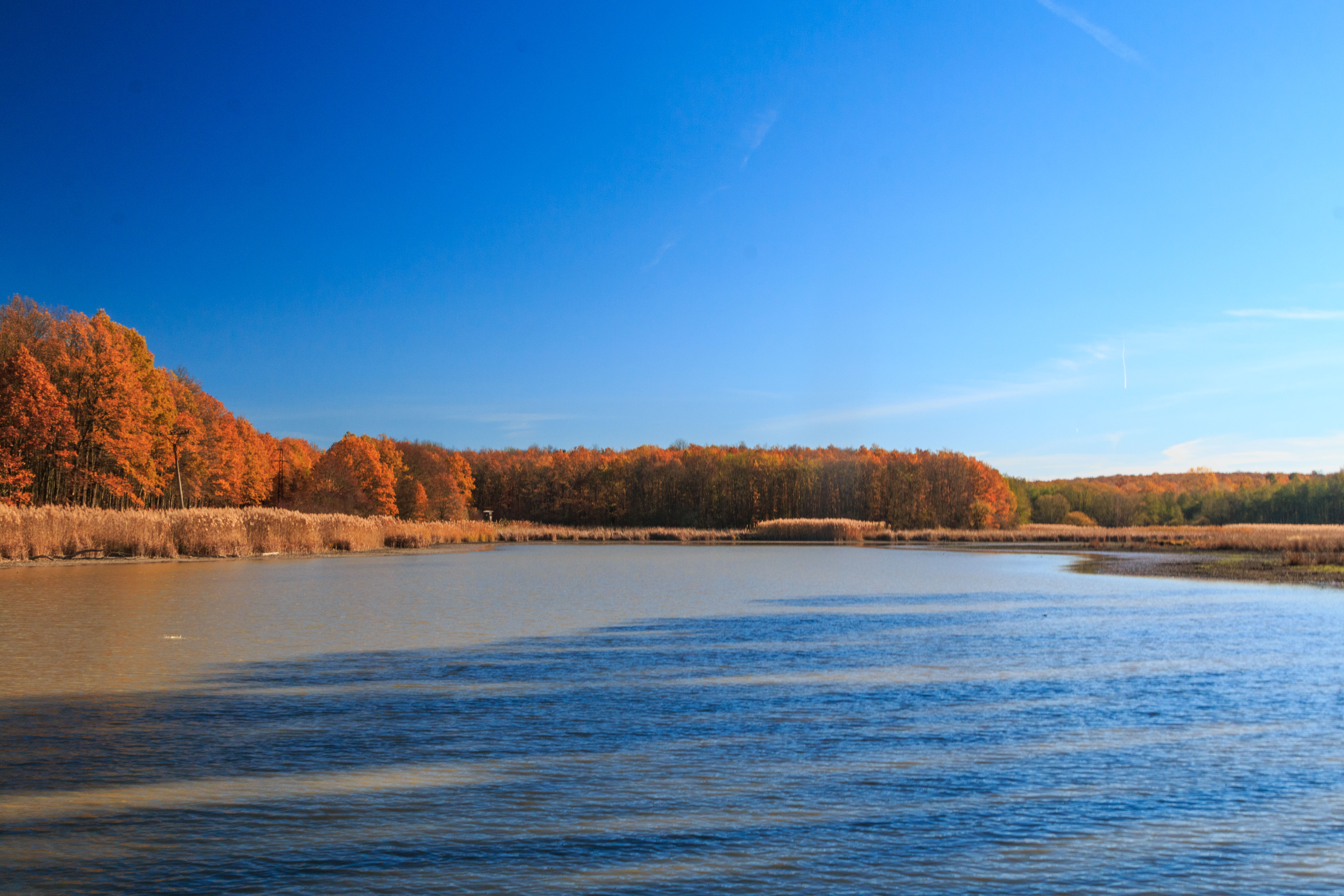
pohled na Horní rybník u Rožďalovic
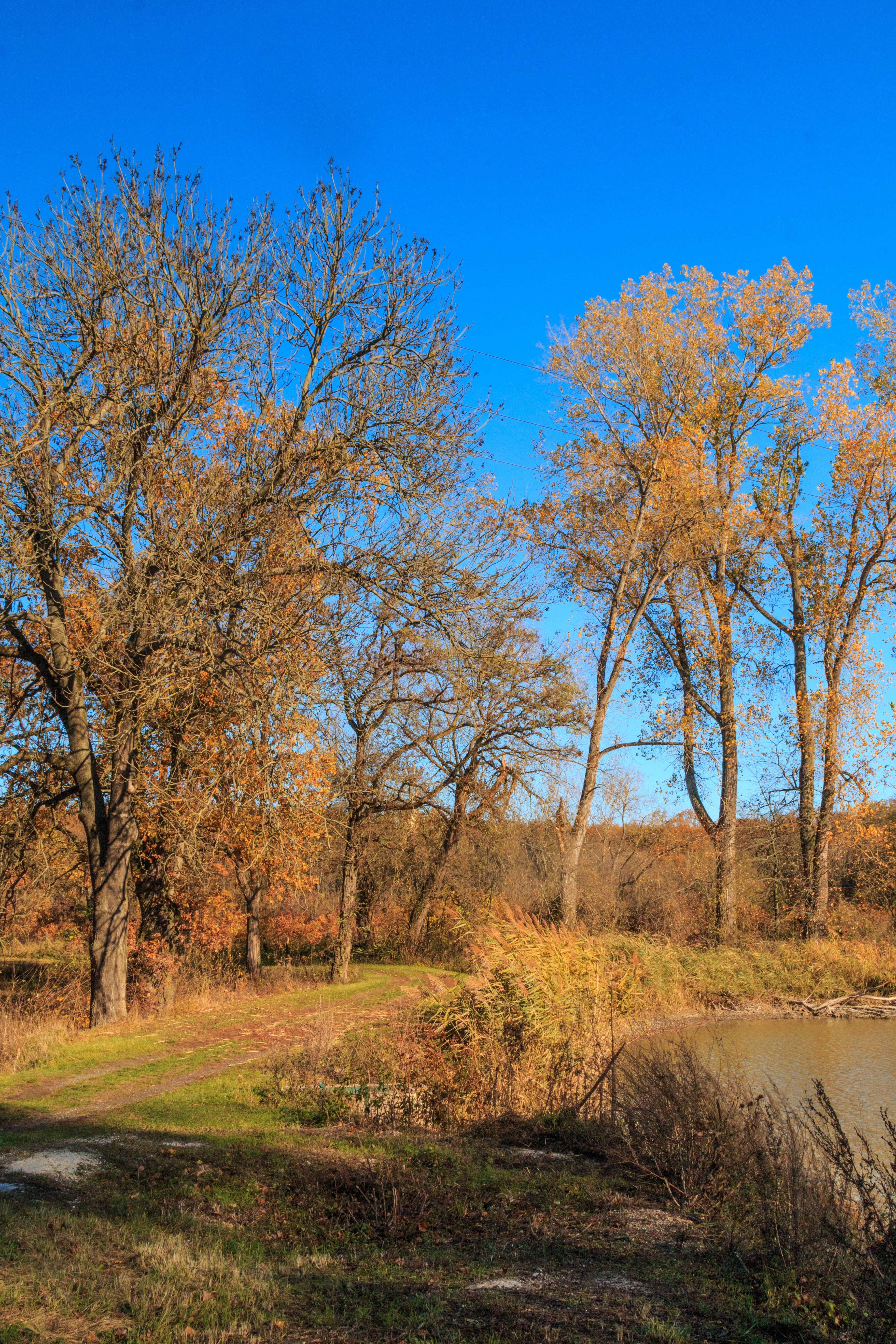
pohled na Horní rybník u Rožďalovic
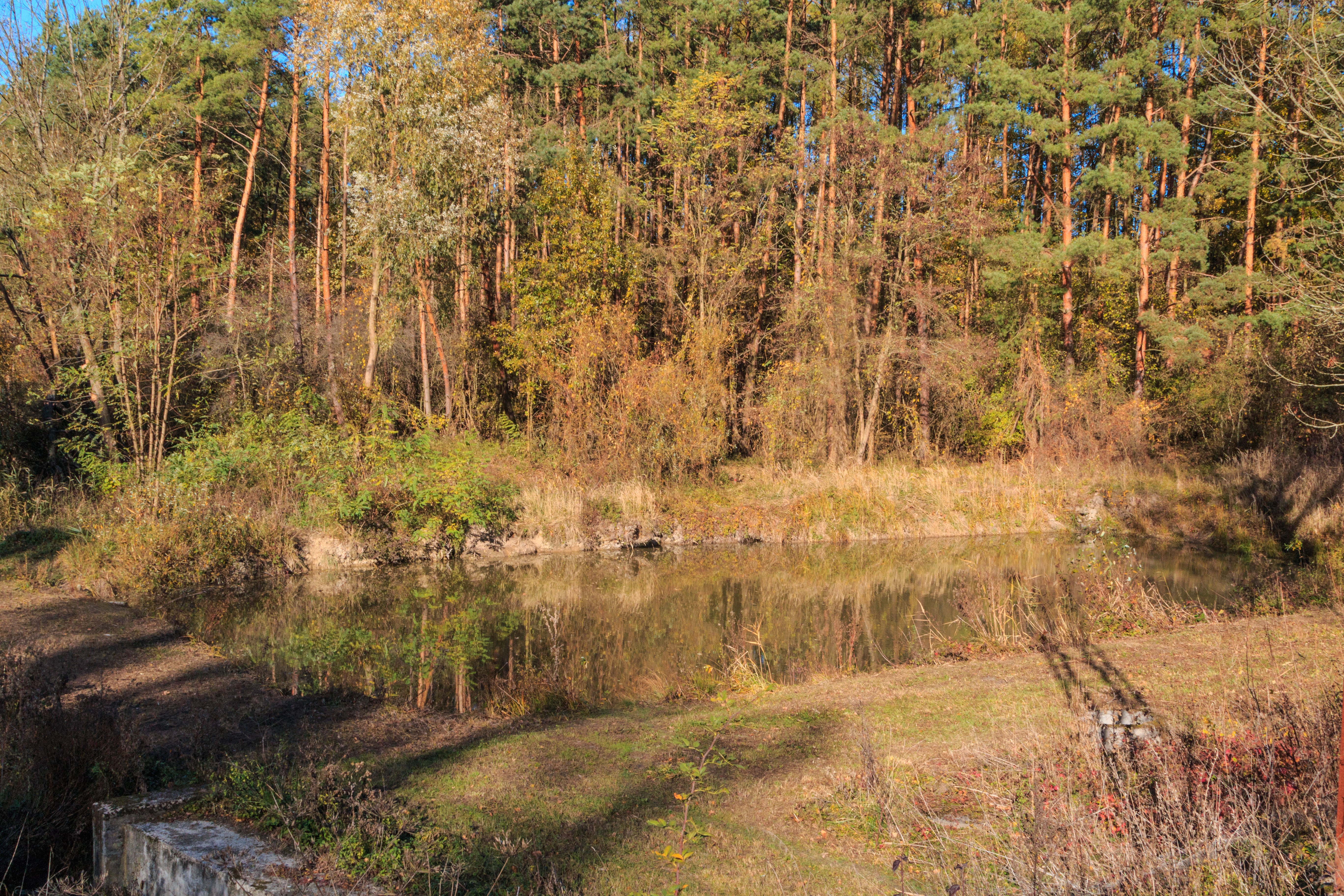
pohled na rybníček pod hrází Horního rybníka u Rožďalovic